# Гуґо Раудсепп
Гуґо Раудсепп (ест. Hugo Raudsepp; *10 липня 1883, Ваімаствере — †15 вересня 1952, Озерлаг, Іркутська область) — впливовий та плідний естонський драматург. У 1951 році радянською владою він був висланий в Іркутськ, де і помер.